# Katabasis
Die Katabasis (von altgriechisch καταβαίνειν katabaínein, deutsch ‚hinabgehen‘, ‚absteigen‘) ist eine musikalische Figur, die – durch entsprechend fallende Töne – Unterwürfigkeit, Schmerz und Ehrfurcht zum Ausdruck bringt. Das Gegenstück zur Katabasis ist die Anabasis, die das aufsteigende Bild beschreibt. 
Das musikalische Sinnbild wird dabei mit einer Textpassage verbunden, die Unterwerfung und Proskynese einfordern und fungiert durch die musikalische Wirklichkeit als Abbild des mittels Textes ausgedrückten Gedankens.
Durch die Figur wird der Sinngehalt des Textes als eine Art Bild nochmals verdeutlicht, auf der anderen Seite aber, sozusagen losgelöst vom Text, auch musikalisch ein Absteigen vollzogen. Die Katabasis beschreibt also nicht nur ein „Ton-Text-Verhältnis“, sondern eben auch ein Erleben in der Musik selbst. (Siehe Synästhesie)

## Beispiel
Im zweiten Teil der Motette Singet dem Herrn ein neues Lied (BWV 225) von J.S. Bach ist in der Passage „[…](Gott) weiss, wir sind nur Staub[…]“ (Takt: 173) eine typische Katabasis enthalten.
Die demütige, ja sogar „kleinmachende“ Tatsache, dass der Mensch nur aus Staub bestehe, wird von Bach durch eine Katabasis unterstrichen. Dabei vollzieht der Sopran einen, zwar kleinen, aber dennoch offensichtlichen „Verneigungsakt“, indem er vom C'' zum F' absteigt. Der Komponist lässt aber nicht nur den Sopran, sondern alle anderen Stimmen (Alt, Tenor, Bass) diesen Gang nach unten vollziehen. Bach lässt durch diese Katabasis den Menschen sowohl im Textinhalt, als auch in der Musik, sein Wissen um die Vergänglichkeit fühlen.